# 佐藤照子
佐藤 照子（さとう てるこ、1938年6月16日 - 2004年6月15日）は、日本の教育者。
埼玉短期大学学長、花咲徳栄高等学校校長を務めた。

## 概要
東京都中央区出身。大妻高等学校、大妻女子大学家政学部家政学科卒業。夫は学校法人佐藤栄学園理事長の佐藤栄太郎（2008年死去）。息子は同学園の二代目理事長の佐藤孝司（2012年死去）。
結婚後は夫と共に学園運営に携わったほか、運営する学校の校歌や応援歌・賛歌の作詞をした。1996年11月14日に埼玉県知事に表彰、1997年12月1日に文部大臣に表彰される。2001年5月15日に藍綬褒章を受章。
2004年6月15日に脳梗塞のため65歳で死去。同年7月18日に自身が校長を務めていた花咲徳栄高校で「学園葬」が執り行われた。葬儀委員長は元埼玉県知事の土屋義彦が務めた。墓所はさいたま市西区三橋の青葉園。

## 関連図書
- 想いを語る : 佐藤照子遺稿集 佐藤照子 ほか著,佐藤栄太郎, 佐藤孝司, 佐藤照子先生を偲ぶ会 監修  小学館スクウェア, 2006